# Montilly-sur-Noireau
Montilly-sur-Noireau est une commune française, située dans le département de l'Orne en région Normandie.

## Géographie

### Localisation
La commune est en Bocage flérien, région naturelle du Bocage normand.
Son bourg est à 5 km au sud de Condé-sur-Noireau et à 8 km au nord de Flers.

### Communes limitrophes
Les communes limitrophes sont  Athis-Val de Rouvre, Aubusson, Caligny, Condé-en-Normandie, Saint-Georges-des-Groseillers et Saint-Pierre-du-Regard.
| Saint-Germain-du-Crioult (Calvados) | Condé-sur-Noireau (Calvados)                           | Saint-Pierre-du-Regard                  |
| Caligny                             | Montilly-sur-Noireau                                   | Saint-Pierre-du-Regard, Athis-de-l'Orne |
| Caligny                             | Saint-Georges-des-Groseillers (par un angle), Aubusson | Athis-de-l'Orne                         |

### Géologie et relief
Le point culminant (234 m) se situe au sud, près du lieu-dit la Canne. Le point le plus bas (85 m) correspond à la sortie du Noireau du territoire, au nord. La commune est bocagère.

### Hydrographie
La commune est située dans le bassin Seine-Normandie. Elle est drainée par le Noireau, la Vere, la Mainguere, la Vère, le fossé 01 de la Bristière, le fossé 03 de la Monnerie, le fossé 11 de la Vallée, le Noireau et divers autres petits cours d'eau,.
Le Noireau, d'une longueur de 43 km, prend sa source dans la commune de Saint-Christophe-de-Chaulieu et se jette  dans l'Orne à Ménil-Hubert-sur-Orne, après avoir traversé 15 communes. Les caractéristiques hydrologiques de le Noireau sont données par la station hydrologique située sur la commune de Condé-en-Normandie. Le débit moyen mensuel est de 4,9 m3/s. Le débit moyen journalier maximum est de 47,7 m3/s, atteint lors de la crue du 5 janvier 2018. Le débit instantané maximal est quant à lui de 58,7 m3/s, atteint le 4 janvier 2018.

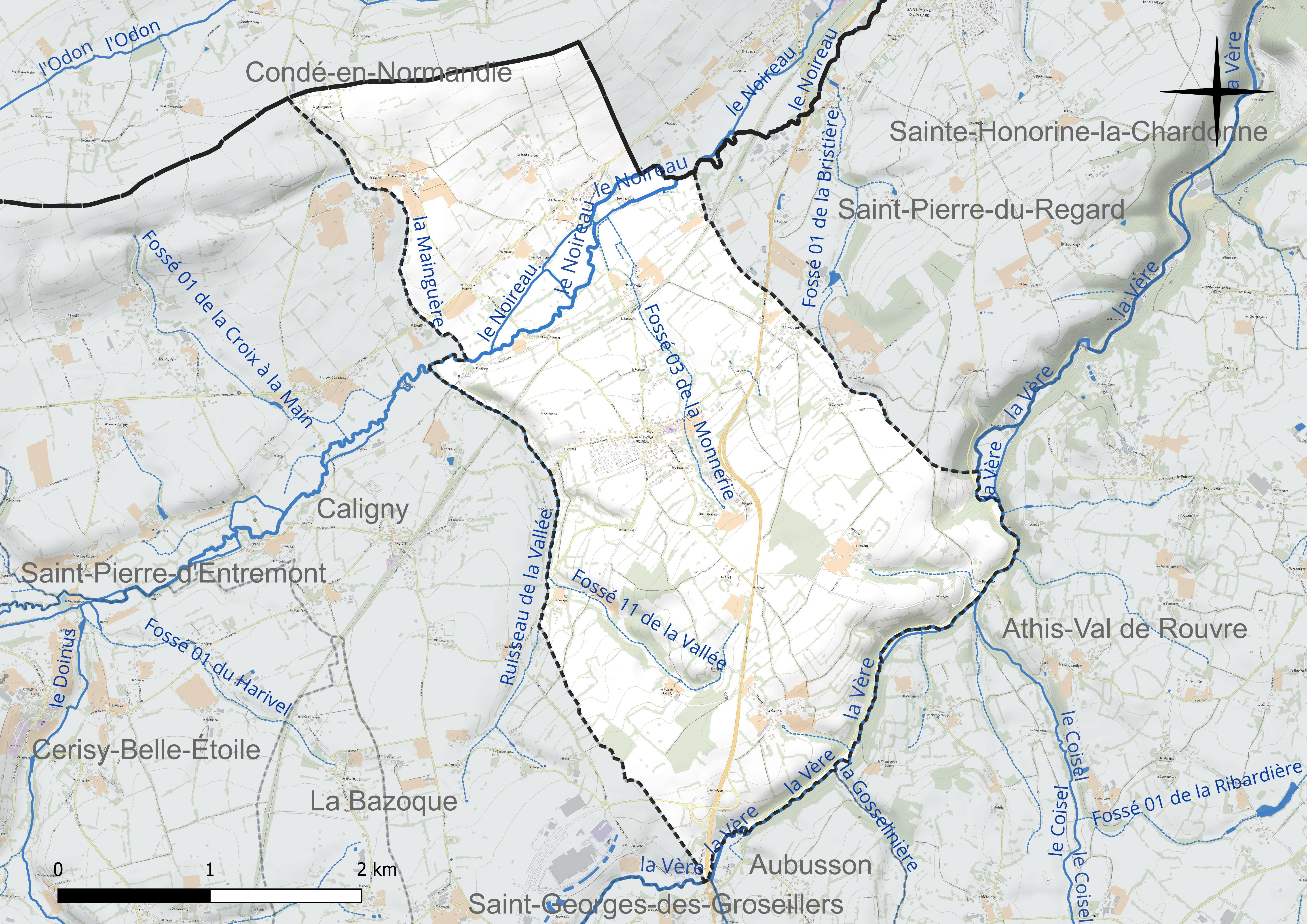
Réseau hydrographique de Montilly-sur-Noireau.

La Vère, d'une longueur de 25 km, prend sa source dans la commune de Landigou et se jette  dans le Noireau à Saint-Pierre-du-Regard, après avoir traversé douze communes. Les caractéristiques hydrologiques de la Vère sont données par la station hydrologique située sur la commune de Saint-Pierre-du-Regard. Le débit moyen mensuel est de 1,54 m3/s. Le débit moyen journalier maximum est de 25,5 m3/s, atteint lors de la crue du 5 janvier 2001. Le débit instantané maximal est quant à lui de 30,3 m3/s, atteint le même jour.

### Climat
Pour des articles plus généraux, voir Climat de la Normandie et Climat de l'Orne.
En 2010, le climat de la commune est de type climat océanique franc, selon une étude du CNRS s'appuyant sur une série de données couvrant la période 1971-2000. En 2020, Météo-France publie une typologie des climats de la France métropolitaine dans laquelle la commune est exposée à un climat océanique et est dans la région climatique Normandie (Cotentin, Orne), caractérisée par une pluviométrie relativement élevée (850 mm/a) et un été frais (15,5 °C) et venté. Parallèlement le GIEC normand, un groupe régional d’experts sur le climat, différencie quant à lui, dans une étude de 2020, trois grands types de climats pour la région Normandie, nuancés à une échelle plus fine par les facteurs géographiques locaux. La commune est, selon ce zonage, exposée à un « climat contrasté des collines », correspondant au Bocage normand, bien arrosé, voire très arrosé sur les reliefs les plus exposés au flux d’ouest, et frais en raison de l’altitude.
Pour la période 1971-2000, la température annuelle moyenne est de 10,4 °C, avec une amplitude thermique annuelle de 12,5 °C. Le cumul annuel moyen de précipitations est de 796 mm, avec 14,6 jours de précipitations en janvier et 8 jours en juillet. Pour la période 1991-2020, la température moyenne annuelle observée sur la station météorologique la plus proche, située sur la commune d'Athis-Val de Rouvre à 5 km à vol d'oiseau, est de 10,6 °C et le cumul annuel moyen de précipitations est de 944,7 mm,. Pour l'avenir, les paramètres climatiques de la commune estimés pour 2050 selon différents scénarios d’émission de gaz à effet de serre sont consultables sur un site dédié publié par Météo-France en novembre 2022.

## Urbanisme

### Typologie
Au 1er janvier 2024, Montilly-sur-Noireau est catégorisée commune rurale à habitat dispersé, selon la nouvelle grille communale de densité à sept niveaux définie par l'Insee en 2022.
Elle est située hors unité urbaine. Par ailleurs la commune fait partie de l'aire d'attraction de Flers, dont elle est une commune de la couronne,. Cette aire, qui regroupe 38 communes, est catégorisée dans les aires de 50 000 à moins de 200 000 habitants,.

### Occupation des sols

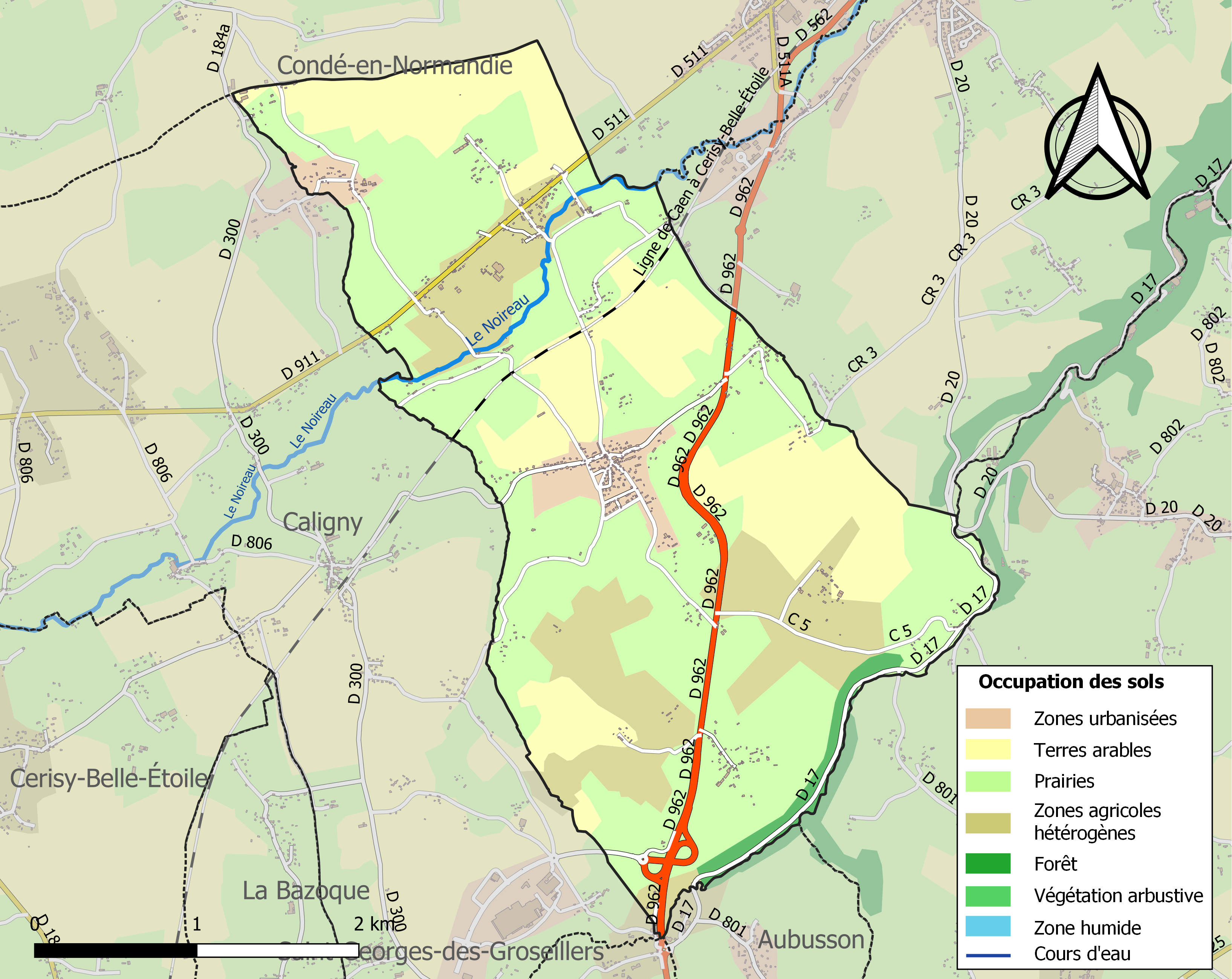
Carte des infrastructures et de l'occupation des sols de la commune en 2018 (CLC).

L'occupation des sols de la commune, telle qu'elle ressort de la base de données européenne d’occupation biophysique des sols Corine Land Cover (CLC), est marquée par l'importance des territoires agricoles (94,2 % en 2018), une proportion sensiblement équivalente à celle de 1990 (95 %). La répartition détaillée en 2018 est la suivante : 
prairies (52,8 %), terres arables (23,6 %), zones agricoles hétérogènes (17,7 %), zones urbanisées (4 %), forêts (1,8 %). L'évolution de l’occupation des sols de la commune et de ses infrastructures peut être observée sur les différentes représentations cartographiques du territoire : la carte de Cassini (XVIIIe siècle), la carte d'état-major (1820-1866) et les cartes ou photos aériennes de l'IGN pour la période actuelle (1950 à aujourd'hui).

### Habitat et logement
En 2020, le nombre total de logements dans la commune était de 371, alors qu'il était de 361 en 2015 et de 345 en 2010.
Parmi ces logements, 83,9 % étaient des résidences principales, 2,5 % des résidences secondaires et 13,6 % des logements vacants. Ces logements étaient pour 98,4 % d'entre eux des maisons individuelles et pour 0,8 % des appartements.
Le tableau ci-dessous présente la typologie des logements à Montilly-sur-Noireau en 2020 en comparaison avec celle de l'Orne et de la France entière. Une caractéristique marquante du parc de logements est ainsi une proportion de résidences secondaires et logements occasionnels (2,5 %) inférieure à celle du département (10,6 %) et  à celle de la France entière (9,7 %). Concernant le statut d'occupation de ces logements, 84,7 % des habitants de la commune sont propriétaires de leur logement (82,9 % en 2015), contre 64,3 % pour l'Orne et 57,5 pour la France entière.
| Typologie                                               | Montilly-sur-Noireau | Orne | France entière |
| ------------------------------------------------------- | -------------------- | ---- | -------------- |
| Résidences principales (en %)                           | 83,9                 | 78,4 | 82,1           |
| Résidences secondaires et logements occasionnels (en %) | 2,5                  | 10,6 | 9,7            |
| Logements vacants (en %)                                | 13,6                 | 11,1 | 8,2            |

### Voies de communication et transports
Le territoire est traversé dans le sens nord-sud par la route départementale no 862 (D 562 dans le Calvados limitrophe, ancienne route nationale 162) reliant Flers, au sud, à Condé-sur-Noireau, au nord, passant à l'est du bourg. La D 911 (D 511 dans le Calvados, ancienne route nationale 811) parcourt le nord-ouest du territoire et joint Condé-sur-Noireau à Saint-Pierre-d'Entremont et Tinchebray à l'ouest. Le bourg est relié à la D 862 par la D 807 au sud-est et la D 806 au nord-est, cette dernière menant à l'ouest à Caligny. Enfin, partant de la D 862 à l'extrême sud, la D 17 longe la pittoresque vallée de la Vère en limite sud-est et la suit jusqu'au hameau de Pont-Érambourg en limite de département. Des grands axes nationaux, l'accès à la commune se fait ordinairement par Condé-sur-Noireau au nord ou Flers au sud.

## Toponymie
Le nom de la localité est attesté sous les formes Montilleium en 1240, ecclesia de Montilleyo vers 1350.
En 1936, Montilly devient Montilly-sur-Noireau.
Le Noireau, rivière de Normandie, affluent de l'Orne (rive gauche), traverse le territoire de la commune.
Le gentilé est Montillais.

## Histoire
La commune est traversée par l'ancienne ligne de Caen à Cerisy-Belle-Étoile ouverte en 1868 et qui constituait un tronçon  de l'axe Caen - Laval, construit afin de désenclaver la ville en voie d'industrialisation de Condé-sur-Noireau où se trouvait la gare la plus proche de Montilly. Le service voyageur a cessé en 1970.

### Foire Saint-Denis
Montilly-sur-Noireau, commune rurale de 743 habitants, doit une certaine renommée régionale à la foire Saint-Denis.
La foire Saint-Denis est l'une des plus réputées de la région. Une vieille tradition populaire dit qu'elle se tenait à l'origine à Saint-Denis-de-Méré, à quelques kilomètres au nord-est ; seule, l'assemblée, avait lieu à Montilly. Le site aurait changé après un coup de dés entre les seigneurs de Montilly (ou plutôt de Beaumanoir), et de Méré. Celui-ci jouait sa foire et celui-là son château. Méré perdit la partie, et depuis, la foire Saint-Denis se tient à Montilly probablement depuis le début du XVIIIe siècle.
Cette théorie est mise à mal par l'aveu et dénombrement que rend en 1550 Dame Louise du Gripel, veuve de Messire Richard de Pellevé sieur de Tracy, tenant en son nom propre les fiefs de la Landelle (situé sur la paroisse de Clécy), des Bots et de Caligny à Dame Anne de Silly dame de Lonrai, veuve de Messire François de Matignon à cause de la baronnie de la Roche-Tesson en ces termes  « la Dame ( Louise du Gripel ) a mennoir ( = manoir ) moulin riviere pescherie rentes en deniers grains oeufs oiseaux corvéé droit de foire au jour St Denis esdites parroisses de Caligny et Montigny ». Au milieu du XVIe siècle, la foire se tenait donc déjà à Montilly.
Il faut de plus souligner une incohérence dans cette légende, celle du coup de dés : en effet, le droit de foire est une prérogative régalienne. Par conséquent, un seigneur n'aurait pu le mettre en jeu puisqu'il n'avait pas l'autorité d'en changer la localisation. Et quand bien même l'eût-il fait (et cela suppose un adversaire particulièrement naïf) que cela se serait avéré inapplicable dans les faits.
Il est probable que le droit de foire passe dès 1616 entre les mains de Renée de Pellevé, arrière-petite-fille de Louise du Gripel et  épouse de Tanneguy d'Oilliamson, car la terre de Caligny constitue sa dot. En théorie toutefois, car le paiement de ladite dot se fait attendre, et le changement de mains effectif ne se fera qu'après quelques décennies de procès et le décret de la terre de Caligny.
Après la Révolution française, la commune prit à son compte l'organisation de cette manifestation et la transplanta au bourg dans la deuxième moitié du XIXe siècle. À partir de 1960, la foire a connu une croissance exceptionnelle et elle s'étend sur 25 hectares dont 16 hectares de parc de stationnement. La commune a dû ainsi réaliser de nombreux investissements pour permettre d'accueillir les exposants et les 120 000 à 130 000 visiteurs.

## Politique et administration

### Rattachements administratifs et électoraux

#### Rattachements administratifs
La commune se trouve depuis 1926 dans l'arrondissement d'Argentan du département de l'Orne.
Montilly a dépendu du canton de Tinchebray à la Révolution, puis de celui d'Athis au redécoupage de 1801, puis du canton de Flers en 1826, et enfin de Flers-Nord depuis 1982. Dans le cadre du redécoupage cantonal de 2014 en France, cette circonscription administrative territoriale a disparu, et le canton n'est plus qu'une circonscription électorale.

#### Rattachements électoraux
Pour les élections départementales, la commune fait partie depuis 2014 du canton de Flers-2
Pour l'élection des députés, elle fait partie de la troisième circonscription de l'Orne.

### Intercommunalité
Montilly-sur-Noireau est membre de la communauté d'agglomération dénommée Flers Agglo, un établissement public de coopération intercommunale (EPCI) à fiscalité propre créé initialement  en 2000 et auquel la commune a transféré un certain nombre de ses compétences, dans les conditions déterminées par le code général des collectivités territoriales. Cette communauté d'agglomération succède à la communauté de villes du Pays de Flers créée en 1993 et qui comprenait alors 15 communes.

### Administration municipale
Compte tenu de la population de la commune, son conseil municipal est composé de quinze membres dont le maire et ses adjoints.

### Liste des maires
| Période                                  | Période       | Identité        | Étiquette | Qualité                                                                   |
| ---------------------------------------- | ------------- | --------------- | --------- | ------------------------------------------------------------------------- |
| Les données manquantes sont à compléter. |               |                 |           |                                                                           |
|                                          |               |                 |           |                                                                           |
| mars 1989                                | mars 2008     | Jean Goujon     | PS        | Retraité (enseignement) Conseiller général de Flers-Nord (1992 → 1998)    |
| mars 2008                                | mars 2014     | Michel Rabardy  | DVG       | Cadre technique                                                           |
| mars 2014                                | mai 2020      | Bernard Morazin | SE        | Retraité                                                                  |
| mai 2020,                                | décembre 2023 | Alain Delaunay  |           | Retraité de chez Faurecia puis cadre d'entreprise retraité Démissionnaire |

## Population et société

### Démographie
L'évolution du nombre d'habitants est connue à travers les recensements de la population effectués dans la commune depuis 1793. Pour les communes de moins de 10 000 habitants, une enquête de recensement portant sur toute la population est réalisée tous les cinq ans, les populations de référence des années intermédiaires étant quant à elles estimées par interpolation ou extrapolation. Pour la commune, le premier recensement exhaustif entrant dans le cadre du nouveau dispositif a été réalisé en 2004.

En 2022, la commune comptait 719 habitants, en évolution de −0,96 % par rapport à 2016 (Orne : −3,21 %, France hors Mayotte : +2,11 %).
| 1793  | 1800 | 1806  | 1821  | 1831  | 1836  | 1841  | 1846  | 1851  |
| ----- | ---- | ----- | ----- | ----- | ----- | ----- | ----- | ----- |
| 1 077 | 882  | 1 062 | 1 048 | 1 129 | 1 207 | 1 250 | 1 303 | 1 383 |

| 1856  | 1861  | 1866  | 1872  | 1876  | 1881  | 1886  | 1891  | 1896  |
| ----- | ----- | ----- | ----- | ----- | ----- | ----- | ----- | ----- |
| 1 329 | 1 381 | 1 287 | 1 243 | 1 271 | 1 143 | 1 099 | 1 018 | 1 009 |

| 1901 | 1906 | 1911 | 1921 | 1926 | 1931 | 1936 | 1946 | 1954 |
| ---- | ---- | ---- | ---- | ---- | ---- | ---- | ---- | ---- |
| 999  | 914  | 793  | 660  | 590  | 648  | 600  | 665  | 636  |

| 1962 | 1968 | 1975 | 1982 | 1990 | 1999 | 2004 | 2006 | 2009 |
| ---- | ---- | ---- | ---- | ---- | ---- | ---- | ---- | ---- |
| 700  | 603  | 620  | 697  | 720  | 763  | 775  | 768  | 743  |

| 2014 | 2019 | 2022 | - | - | - | - | - | - |
| ---- | ---- | ---- | - | - | - | - | - | - |
| 722  | 720  | 719  | - | - | - | - | - | - |

### Manifestations culturelles et festivités
- La foire Saint-Denis demeure la manifestation la plus populaire et la véritable étiquette régionale du village (voir ci-dessus).
- Le Cross international de Montilly-sur-Noireau est organisé tous les ans le 11 novembre. Randonnées VTT, pédestres, équestre, marche nordique, cani rando , cani cross, courses sur route et cross international : plus de 1 500 participants venus de France et au-delà[41]. Le record de participation 2 548 personnes en 2015[réf. nécessaire]. Première manifestation de la commune à obtenir un label international, sa finalité est de soutenir chaque année une association (les Restos du Cœur, Solidarité Bocage) au travers de disciplines « nature » de loisirs ou de compétitions : championnat de l'Orne de cross FFA, manche du championnat de France de cani-cross, manche du championnat FSGT des cross ornais.

## Culture locale et patrimoine

### Lieux et monuments
- Église Saint-Pierre du XXe siècle.

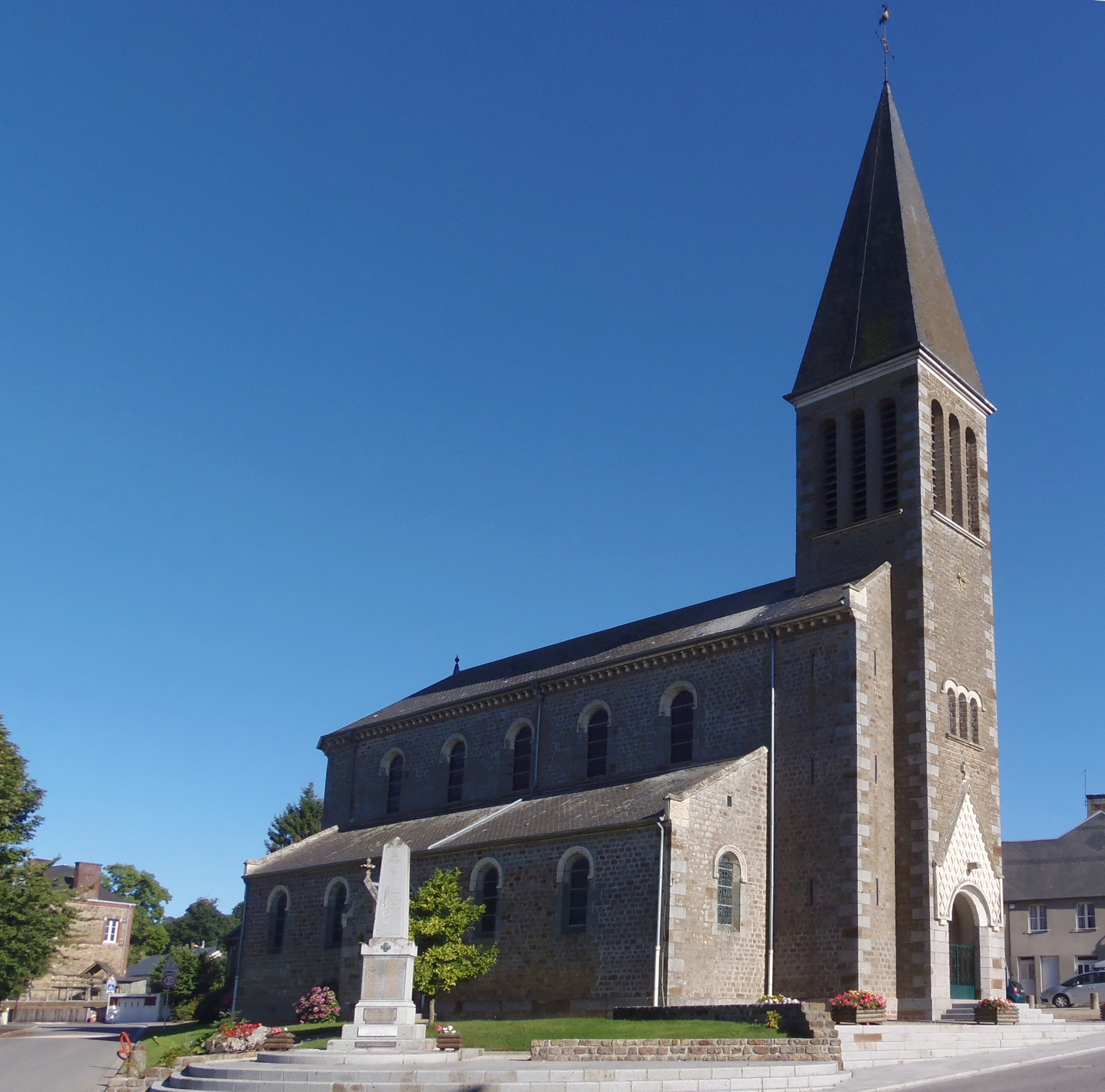
L'église Saint-Pierre.

- Temple protestant de la Groudière du XIXe siècle.
- Manoir de Beaumanoir du XVe siècle remanié au XVIIIe siècle[42].

## Pour approfondir